# Fresia Cousiño Arias
Fresia Cousiño Arias (Amsterdam, 10 april 1991) is een Nederlandse presentatrice.

## Biografie

### Jeugd
Fresia werd geboren als dochter van een Chileense vader en Nederlandse moeder. Ze groeide op in Amsterdam en Almere. Haar vader was actief als leider van het voetbalteam waarin haar broer speelde. Hoewel Fresia zelf ook graag wilde voetballen, werd dit aanvankelijk door haar vader afgekeurd, omdat hij het niet passend vond voor een meisje.   
Na het einde van de regering van Augusto Pinochet in 1990 keerde haar vader definitief terug naar Chili. Pas daarna kon Fresia alsnog beginnen met voetballen. Ze speelde onder andere bij SV Almere waar ze teamgenoot was van de latere windsurfer Lilian de Geus. Haar hoogste niveau als speelster was de Topklasse voor amateurs. Op achttienjarige leeftijd verhuisde ze terug naar Amsterdam.

### Carrière
Cousiño begon haar carrière op zestienjarige leeftijd bij muziekzender TMF; het was gevolg van het inschrijven van haar als “ballenmeisje” bij wedstrijden van het Nederlands elftal. Daarna volgden nog Nickelodeon Nederland en Disney XD met sportprogramma’s. In 2009 haalde ze haar havo-diploma en ging ze de Academie voor Lichamelijke Opvoeding volgen. De studie leidde tot een baan als gymlerares in Almere.
In 2014 werd ze presentatrice van Ajax TV en Inside Ajax, een programma bij de zender Ziggo Sport. In 2016 ging ze ook bij RTL 7 aan de slag, voor het sportprogramma RTL Sport Update. In 2017 begon ze een wekelijks vlog over vrouwenvoetbal, VV Kicks.
Vanaf augustus 2018 werkt ze in vaste dienst voor de sportzender ESPN.

### Overig
In 2022 deed Cousiño mee aan het 22e seizoen van het televisieprogramma Wie is de Mol?, waarin ze met vierendertig vragen goed uiteindelijk de winnares bleek te zijn. Ze maakte de test even goed als de andere finalist Kim-Lian van der Meij, alleen waren haar antwoorden vijftig seconden sneller gereed. In 2024 deed ze mee aan het televisieprogramma Het perfecte plaatje in Thailand waar ze de finale verloor van Kaj Gorgels en dus tweede werd. In 2025 deed Cousiño mee aan het televisieprogramma De kwis met ballen VIPS.
Cousiño voetbalt in haar vrije tijd bij amateurclub ASV Wartburgia (Vrouwen 3) in Amsterdam.